# Sơn hà lệnh
Sơn Hà Lệnh (tiếng Trung: 山河令; bính âm: Shānhé lìng) là một bộ phim Trung Quốc dựa trên tiểu thuyết đam mỹ Thiên Nhai Khách của tác giả Priest. Phim có sự tham gia của hai diễn viên Trương Triết Hạn và Cung Tuấn. Bộ phim được phát sóng trên nền tảng Youku với 36 tập và 1 tập ngắn ngoại truyện.

## Tóm tắt nội dung
Sơn Hà Lệnh kể về cuộc gặp gỡ của Chu Tử Thư (Trương Triết Hạn) –  thủ lĩnh Thiên Song và Ôn Khách Hành (Cung Tuấn) – Cốc chủ Quỷ cốc cho đến khi trở thành tri kỷ của nhau. Chu Tử Thư đụng độ Ôn Khách Hành – một người luôn tỏ ra nghịch ngợm tinh quái với nụ cười ranh mãnh nhưng thực chất ẩn chứa sức mạnh hơn người, độc tôn cả vùng Quỷ cốc ghê sợ nơi người ăn người, quỷ ăn quỷ vô cùng tàn ác. Cả Chu Tử Thư và Ôn Khách Hành đều muốn trở thành phàm nhân, sống một cuộc sống bình thường ở nhân gian. Vì vậy, họ quyết định cùng nhau sát cánh, trải qua muôn vàn khó khăn để tìm ra cách "làm người" theo ý muốn.
Chu Tử Thư tự rút khỏi Thiên Song do chính mình lập ra, chịu phạt Thất Khiếu Tam Thu đinh, mất đi 5 phần công lực, thời gian sống chỉ còn 3 năm, tiêu dao tự tại làm lãng khách lang thang nơi chân trời. Trên đường đi tình cờ gặp Trương Thành Lĩnh, con trai duy nhất của Trương Ngọc Sâm còn sống sót, nhiều lần tương trợ nên Trương Thành Lĩnh đi theo nhận làm sư phụ.
Ôn Khách Hành ôm nỗi hận trả thù toàn bộ giang hồ, triệu tập 3000 ác quỷ núi Thanh Nhai xuất cốc tìm kiếm Điếu Tử Quỷ với tội danh phản bội. Trên đường du sơn ngoạn thủy, mong muốn bắt chước nhân gian cách làm người tình cờ gặp được Chu Tử Thư. Vì cảm thấy hắn có phần quen thuộc, phải chăng là một vị cố nhân, nên Ôn cốc chủ đã lẽo đẽo đi theo Chu Tử Thư mặc cho bị người ta ghét bỏ, luôn tìm cách trốn tránh.
Trải qua đồng sinh cộng tử, hai người hiểu rõ tâm tính của nhau trở thành tri kỷ đời này khó gặp, lại thêm Cố Tương và Trương Thành Lĩnh, tưởng chừng từ đây cuộc sống sẽ hạnh phúc viên mãn nhưng lúc này, những sự thật đã được chôn vùi gần 20 năm mới dần dần được hé lộ.

## Sản xuất
Vào ngày 3 tháng 6 năm 2020, các vai chính Trương Triết Hạn và Cung Tuấn đã được công bố cùng với đội ngũ sản xuất. Cùng ngày, lễ quay phim được tổ chức. Ngày 9 tháng 7 năm 2020, một buổi fan meeting được tổ chức tại Phim trường Hoành Điếm.

## Diễn viên

### Diễn viên chính
| Diễn viên        | Nhân vật                 | Giới thiệu |
| ---------------- | ------------------------ | --- |
| Trương Triết Hạn | Chu Tử Thư/ Chu Tự/ A Tự | Chu Tử Thư, xưng Chu Nhứ (Ôn Khách Hành gọi là A Tự), trang chủ Tứ Quý Sơn Trang, Thủ lĩnh Thiên Song, dưới một người trên vạn người. Nhưng lại tự mình đóng Thất Khiếu Tam Thu Đinh, chịu giày vò khổ sở cũng một lòng muốn thoát ly tổ chức, sống cuộc đời ngắn ngủi mà tự tại. |
| Cung Tuấn        | Ôn Khách Hành/Chân Diễn  | Cốc chủ Quỷ cốc, cầm đầu đám ma đầu khét tiếng trong giới giang hồ. Thân thế bí ẩn, lòng mang thù hận, sau khi tới nhân gian thì đồng hành cùng Chu Tử Thư trên giang hồ. |
| Châu Dã          | Cố Tương/ A Tương        | Tì nữ của Ôn Khách Hành |
| Mã Văn Viễn      | Tào Úy Ninh              | Đệ tử Thanh Phong Kiếm Phái, thích Cố Tương |

### Diễn viên phụ
| Diễn viên         | Nhân vật                 | Giới thiệu |
| ----------------- | ------------------------ | --- |
| Tôn Hy Luân       | Trương Thành Lĩnh        | Tiểu công tử của Kính hồ sơn trang, con út của chưởng môn phái Kính hồ là Trương Ngọc Sâm. Trên đường gặp gỡ Chu Tử Thư liền ưu đãi một phong danh thiếp, về sau Kính hồ chạm chán nạn, Chu Tử Thư nhận ủy thác của thuyền phu đưa Trương Thành Lĩnh đến chỗ Tam Bạch đại hiệp ở Thái đại dương.Sau này trở thành đệ tử của A Tự, thừa kế võ công 3 nhà Kính Hồ Sơn Trang, Tứ Quý Sơn Trang, Long Uyên Các. |
| Hoàng Hựu Minh    | Diệp Bạch Y              | Vũ khí: Cổ Nhẫn Long Bối Trường Minh sơn kiếm tiên. Sư phụ của Dung Huyền, đã tu luyện thành công Lục Hợp tâm pháp trở nên bất tử. |
| Vương Đông        | Tấn Vương                | Từng là chủ tử của Chu Tử Thư. |
| Ngụy Triết Minh   | Thất Gia (Cảnh Bắc Uyên) | Bạn cũ của Chu Tử Thư. Vũ khí: Trọng Kiếm Đại Hoang (sau này tặng cho Thành Lĩnh). |
| Phạm Tân Vỹ       | Đại Vu (Ô Khê)           | Tâm giao tri kỷ của Thất Gia. |
| Tiêu Lý Trăn Chấn | Chân Diễn                | Ôn Khách Hành lúc nhỏ. |

#### Quỷ Cốc
| Diễn viên   | Nhân vật       | Giới thiệu |
| ----------- | -------------- | --- |
| Kha Nãi Dư  | Liễu Thiên Xảo | Diễm Quỷ của Quỷ Cốc, được Hỷ Tang Quỷ cứu vớt, trước khi vào Quỷ Cốc từng bị Vu Khâu Phong phụ bạc, tuy nhiên vẫn một lòng một dạ với hắn ta.Là thuộc hạ của Hỷ Tang Quỷ                 |
| Trần Tử Hàm | La Phù Mộng    | Hỷ Tang Quỷ, chuyên tổ chức các cuộc hỷ tang nhằm trả thù những tên đàn ông phụ bạc. Nguyên nhân là do trước khi vào Quỷ Cốc từng bị Triệu Kính phụ bạc.Đối xử rất tốt với Liễu Thiên Xảo |

#### Ngũ Hồ Minh

###### Nhạc Dương Phái
| Diễn viên | Nhân vật      | Giới thiệu |
| --------- | ------------- | --- |
| Hắc Tử    | Cao Sùng      | Minh chủ Ngũ Hồ Minh, Trưởng môn phái Nhạc Dương.                                                                      |
| Kim Lạc   | Cao Tiểu Liên | Con gái Cao Sùng, có hôn ước với Đặng Khoan đại đệ tử Nhạc Dương Phái. Sau này được cha hứa hôn với Trương Thành Lĩnh. |

###### Thái Hồ Phái
| Diễn viên     | Nhân vật   | Giới thiệu                            |
| ------------- | ---------- | ------------------------------------- |
| Vương Nhã Lân | Triệu Kính | Trưởng môn phái Thái Hồ, Ngũ Hồ Minh. |

###### Đại Cô Sơn Phái
| Diễn viên     | Nhân vật  | Giới thiệu                               |
| ------------- | --------- | ---------------------------------------- |
| Quách Gia Hào | Thẩm Thận | Trưởng môn phái Đại Cô Sơn, Ngũ Hồ Minh. |

###### Cái Bang
| Diễn viên     | Nhân vật  | Giới thiệu           |
| ------------- | --------- | -------------------- |
| Khấu Chấn Hải | Hoàng Hạc | Trưởng lão Cái Bang. |

#### Độc Hạt
| Diễn viên   | Nhân vật                   | Giới thiệu                                                        |
| ----------- | -------------------------- | ----------------------------------------------------------------- |
| Lý Đại Côn  | Hạt Yết Lưu Ba (Hạt Vương) | Thủ lĩnh Độc Hạt, được Triệu Kính nhặt được đem về nuôi.          |
| Vu Nãi Giai | Tiếu La Hán                | Thuộc hạ của Hạt Vương, một trong tứ đại thích khách của Độc Hạt. |
| Triệu Thiến | Độc Bồ Tát                 | Thuộc hạ của Hạt Vương, một trong tứ đại thích khách của Độc Hạt. |

## Nhạc phim
| STT | Tên tiếng Việt     | Tên gốc tiếng Trung | Trình bày                                          | Ghi chú                                                            |
| --- | ------------------ | ------------------- | -------------------------------------------------- | ------------------------------------------------------------------ |
| 1   | Thiên Vấn          | 天问                | Lưu Vũ Ninh                                        | Nhạc dạo đầu                                                       |
| 2   | Thiên Nhai Khách   | 天涯客              | Trương Triết Hạn & Cung Tuấn                       | Nhạc kết                                                           |
| 3   | Cô Mộng            | 孤梦                | Trương Triết Hạn                                   | Nhạc đệm                                                           |
| 4   | Vô Đề              | 无题                | Hồ Hạ                                              | Nhạc đệm                                                           |
| 5   | Quy                | 归                  | Vương Gia Thành                                    | Nhạc đệm                                                           |
| 6   | Cẩm Thư Lai        | 锦书来              | Hoắc Tôn                                           | Nhạc đệm                                                           |
| 7   | Túy Giang Nguyệt   | 醉江月              | Huyền Tử                                           | Nhạc đệm                                                           |
| 8   | Tiếu Khán Giang Hồ | 笑看江湖            | Mãn Thư Khắc                                       | Khúc ca quảng bá giang hồ                                          |
| 9   | Manh               | 盲                  | Vương Tích                                         | Nhạc đệm                                                           |
| 10  | Duyên Diệt         | 缘灭                | Song Sênh                                          | Nhạc đệm                                                           |
| 11  | Lạc Tâm            | 落心                | Diệp Lý                                            | Nhạc đệm                                                           |
| 12  | Vọng Thiên Nhai    | 望天涯              | Lý Đại Côn & Mã Văn Viễn & Tôn Hy Luân & Viên Soái | Nhạc đệm                                                           |
| 13  | Sơn Hà Hành        | 山河行              | Châu Truyền Hùng                                   | Nhạc đệm                                                           |
| 14  | Tá Nguyệt          | 借月                | Vương Thiên Dương                                  | Tác giả tặng đoàn phim vì hiệu ứng fans sử dụng bài hát rất nhiều. |